# Parablastothrix trjapitzini
Parablastothrix trjapitzini är en stekelart som beskrevs av Logvinovskaya 1980. Parablastothrix trjapitzini ingår i släktet Parablastothrix och familjen sköldlussteklar. Inga underarter finns listade i Catalogue of Life.